# Chica Chiclete
Chica Chiclete (São Paulo, 1 de enero de 1968), nombre artístico de Francisco Spala, es una activista política por los derechos LGBT, drag queen, empresaria y ex concejal del estado brasileño de Espírito Santo. Se la considera una de las primeras y más famosas drag queens del estado.

## Biografía
Spala nació y se crio en São Paulo hasta los cuatro años de edad, cuando su familia se estableció en Espírito Santo. Comenzó su carrera a los dieciocho años, en plena dictadura militar brasileña.

"En la juventud, deseaba ser travesti, tenía un cuerpo bonito, armonioso. En los años 1980, los militares me obligaron a cortarme el cabello. Éramos perseguidos solo por ser gays. Por miedo, terminé desilusionándome y volví a vestirme como hombre."
— Chica para o jornal A Gazeta

Siendo aún joven, comenzó a hacer campaña por los derechos LGBTI y la prevención del VIH/sida. Durante la década de 1980, su familia era dueña de un hotel que servía de refugio para personas VIH positivas que eran abandonadas, ya que en ese entonces, afirmó, la homofobia estaba más presente (durante la dictadura) que hoy y era común que las familias los abandonaran en las calles y en los hospitales. Spala siguió realizando marchas a favor de los derechos de las minorías.
Fue la empresaria responsable de lanzar y gestionar algunos de los principales bares LGBTI de Espírito Santo, entre ellos el Bar Chica Chiclete.

### Carrera política
En 2004 lanzó su candidatura a concejal en Vitória por el PMDB. Por el mismo partido en 2008, se presentó al mismo cargo en Vilha Velha, siendo suplente hasta 2012, donde asumió como concejal, sustituyendo a Andinho Almeida y renunciando al cargo en 2016, donde se presentó por Demócratas, pero no ganó. Su trayectoria política se basó en lo que siempre había defendido, pero afirmó que no pudo hacer ni cambiar lo que había planeado.